# Petr Kůrka
Petr Kůrka  (* 24. října 1960 Teplice nad Bečvou) je bývalý československý a později český sportovní střelec.
Závodil za středisko vrcholového sportu SKP Rapid Plzeň'. Zúčastnil se olympijských her v letech 1988, 1992 a 1996. Nejlepší umístění zde bylo 11. místo v roce 1988. Po ukončení závodní činnosti
se věnuje trénování. Do roku 2008 trénoval deset let českou reprezentaci a poté začal trénovat reprezentaci Austrálie.
V roce 1994 byla Petru Kůrkovi udělena Cena Jiřího Stanislava Gutha-Jarkovského, nejvyšší ocenění ČOV.

## Rodina
Jeho rodiče Libor a Gerta Kůrkovi také reprezentovali československo ve střelbě. Jeho dcera je bývalá česká reprezentantka ve střelbě Kateřina Emmons.